# コタルディ
コタルディ(仏: cotardie / 大胆なコット)とは、13世紀にイタリアで考案され14世紀の半ばごろから西欧社会に広まったコットと呼ばれるチュニックの変種。
もとイタリア風のある種の女性服を指す言葉であったが、男女ともに使われるようになり、15世紀までこの名前が使われた。15世紀以降、男性のコタルディは「刺子仕立ての」という意味のプールポワンにとってかわられるようになる。
男女で形状が大きく異なり、男性は尻を覆う程度の丈。女性は床に裾を引くほど長大であった。どちらも体にぴったりと仕立てられており、デコルテ（大きく深い襟ぐり）がつけられた。
前時代の男性の衣服が長く緩やかな衣装だったのに対して、男性のコタルディは非常にタイトで丈が短く、肌の露出も多いものであった。また、中近東のカフタンのような前開きが初めて付けられた衣服であり、現代のボタンと同様の機能を持つボタンがはじめて使用された衣服である。コタルディの流行は、服装史的には男性服のモードの大きな転換期にあたる。

## コタルディの誕生
13世紀頃、ヨーロッパにおける武装は大きな転換期を迎える。このころ騎士たちの鎧は、それまで一般的だったチェーンメイル（鎖帷子）から、プレートアーマーと呼ばれる鉄板を加工した鎧へと変化した。
チェーンメイルは膝丈までのワンピースのような形をしていたので、緩やかな衣服を鎧下に着ることができた。弓矢やナイフ、広刃の剣の防御に対しては有効であったが、ある程度の重量を伴う攻撃に対してはほとんど意味をなさなかった。また、腕や脚部が覆われていないために、皮革などの手袋やすね当てに鉄板を鋲で打ち付けるなどして補助鎧に充てた。
プレートアーマーは補助的な鉄板の使用が全身に及んだもので、イタリアのミラノが主な生産拠点として知られる。打撃に対して優れた耐久性を誇り、動きやすいことから大変人気が出た。
鎧下にギャンベゾンと呼ばれる刺子の衣服を身につけるのだが、プレートアーマーは体にぴったりとフィットしないと動きにくいため、緩やかな鎧下を着られなかった。必然的に、騎士たちは体にぴったりした衣装を身につけることとなった。
このギャンベゾンがコタルディの原型である。
プレートアーマーの一大産地ミラノを擁するイタリアでは、もともと温暖な気候から軽快な衣服が求められていたこともあり、瞬く間に、若者たちの間に体のラインがはっきりと出る短くて軽快な衣装が流行する。イタリアでタイトな衣装を仕立てることができたのには、東方世界からもたらされたボタンがいち早く知られていたという理由もある。ボタンの発祥の地は中国で、衽のない緩やかな前開きの衣装を着る中近東で広くつかわれ、イスラム教徒の商人たちによってヨーロッパにもたらされた。たくさんのボタンを使うことで、それまでの紐で縛ったりブローチで留めるヨーロッパの衣服には不可能だった、体にぴったりとした衣装を仕立てることができた。

## 西欧社会での受容
いままでのゆるやかな衣服と違って体のラインもあらわな衣装は、西欧社会には大変な驚愕を持って迎えられた。
マインツの年代記の1367年の記事には「当時、人間の愚かさも極まり、若者は恥部も尻も隠れない短い上着を着た。お辞儀をすると尻が見えるのだ、何たる信じ難き恥ずかしさよ！」と嫌悪感もあらわに記されている。
サン・ドニ大年代記では、クレシーの戦いの敗北はフランス人が恥知らずな短い衣装にうつつを抜かしたことに神が怒った結果と断じている。「中にはごく短い服を着ている人もいて、ある人にお辞儀をすると後ろに立っている人にズボン下やその下まで見えた。このズボンはたいへんきつかったので、脱ぎ着に皮を剥くかのように人の助けが必要だった。」
女性のコタルディについてはここまでの嫌悪感は抱かれなかったようだが、貴婦人たちは新式の衣装であらわになったほっそりした腰のラインを見せびらかすためにシュールコーの脇を大きく刳り、聖職者を激怒させた。また、裾を長く引きずることが大流行しヨーロッパ中の女性が長い引き裾を引くことに熱狂した。シュレジエンの都市クロイツブルクでは、市民の女性に4エレか5エレまでの引き裾を引くことを許可しており、貴婦人の引き裾ははるかに長いものだったことがうかがわれる。引き裾も聖職者の怒りを買い、フランシスコ会では、告解に訪れた婦人のうち引き裾を付けている者に許しを与えることを拒絶した。